# Fernand Petzl
Fernand Petzl (7 d'abril 1913 — 31 de maig 2003) fou un espeleòleg francès, fabricant de material de muntanya sota la marca Petzl.
Petzl va viure la major part de la seva vida al poble de Sant-Ismier (prop de Grenoble) al peu de la Dent de Crolles (Chartreuse). Va començar a fer espeleologia al Trou du Glaz el 1933, i fou immediatament captivat per la idea d'explorar els límits de la cova. Exploracions subsegüents amb Pierre Chevalier, Charles Petit-Didier i d'altres culminaren en trobades de diverses connexions de coves al massís, formant la Xarxa de la Dent de Crolles que, el 1947, esdevenia la cova més profunda al món. Petzl també va participar en exploracions de la Gouffre Berger, establint un nou rècord mundial de fondària d'avenc el 1956 per sota dels 1000 metres (-1122m). Petzl proposava exploracions de cova en equips petits, una innovació per a l'època.
Durant aquest període, com que no hi havia cap fabricant especialitzat en material d'espeleologia, l'equipament era adaptat d'altres activats, o fet propi. El 1933 Petzl va començar a fer escales de corda per al seu ús propi, va desenvolupar un bastó d'escalada el 1940, i va començar a provar les primeres cordes de niló el 1942. El 1968 Bruno Dressler va proposar a Petzl, que treballava com a mecànic de metalls, construir una eina d'alçada de corda que havia desenvolupat, i als anys 1970 Petzl va començar una petita empresa de fabricació de material d'espeleologia sota el seu nom. Els anys següents, la marca Petzl es va expandir per incloure-hi material d'escalada i d'esquí-alpinisme, tot esdevenint un dels fabricants amb més renom al món del material d'alpinisme.